# تاریخ نظامی ری

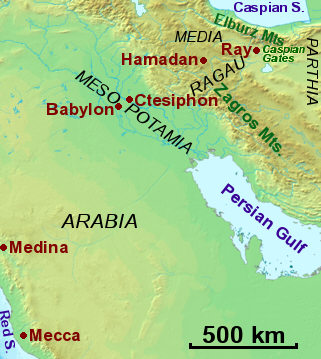
موقعیت جغرافیای ری پیش از اسلام

این مقاله به تاریخ نظامی ری در ایران (نزدیک شهر ری امروزی) به عنوان یک هدف نظامی می‌پردازد، نه قلمرو وسیعی که زمانی پایتخت آن بود («راگو» در کتاب جودیت آپوکریفا). ری در منطقه‌ای حاصلخیز بین کوه‌های زاگرس، کوه‌های البرز و بیابان بزرگ دشت کویر قرار داشت و بر راه‌های حیاتی که از میان کوه‌ها و اطراف آن می‌گذشتند، تسلط داشت. این موقعیت استراتژیک، ری را به کلیدی برای تسلط بر کل ایران تبدیل کرده بود.
بخش عمده‌ای از ادبیات باستانی ایران از بین رفته است، بنابراین اطلاعات کمی درباره تاریخ ری قبل از ورود اسلام در قرن هفتم میلادی وجود دارد (اگرچه شایان ذکر است که ری یکی از مراکز بزرگ دین زرتشت بود). با این حال، اهمیت نظامی و جغرافیایی ری در طول تاریخ، آن را به یک نقطه کلیدی در جنگ‌ها و فتوحات مختلف تبدیل کرد. کنترل ری به معنای تسلط بر راه‌های ارتباطی مهم و دسترسی به منابع حیاتی بود که آن را به هدفی استراتژیک برای قدرت‌های مختلف در طول تاریخ تبدیل می‌کرد.

## سلوکیان و ساسانیان
اسکندر مقدونی در تعقیب داریوش سوم، آخرین پادشاه سلسله هخامنشی، از ری (که در آن زمان رَگِس نامیده می‌شد) عبور کرد. او در این شهر نیروهای خسته خود را به مدت پنج روز استراحت داد، زیرا شنیده بود که داریوش به گذرگاه دروازه‌های خزر (Caspian Gates) رسیده است.(حماسه تاریخی شاهنامه، که سال های بسیار بعد نوشته شد، می گوید که نیروهای مستقر در ری تصمیم گرفتند به اسکندر بپیوندند و به فتح ایران کمک کنند). پس از مرگ نابه‌هنگام اسکندر، سلوکوس، یکی از افسران موفق ارتش او، ابتدا در بابل ساکن شد و سهم خود از امپراتوری را دریافت کرد. او در سال ۳۱۱ پیش از میلاد یک لشکرکشی نه‌ساله را آغاز کرد و در نهایت بیشتر ایران را به دست آورد. سلوکوس سیاست اسکندر در تأسیس شهرهای یونانی در نقاط استراتژیک کلیدی را ادامه داد و از جمله این شهرها، یوروپوس بود که جایگزین رَگِس قدیمی شد (این اقدام بسیار ضروری بود زیرا حدود ۳۰۰ پیش از میلاد یک زمین‌لرزه رخ داده بود).
حدود ۲۵۰ پیش از میلاد، در دوران حکومت سومین امپراتور سلوکی، ارشک یکم (Arsaces) فرماندار پارت را کشت و به طور موقت مقر خود را در ری (رَگِس) برپا کرد و سلسله اشکانی را تأسیس نمود. او نتوانست این شهر را حفظ کند، اما خانواده‌اش کنترل مناطق شرقی‌تر را در دست گرفتند. یکی از حاکمان بعدی اشکانی، فرهاد یکم، مردم ماردی (Mardi) کوه‌های البرز را که به طور اسمی تحت فرمان سلوکیان بودند، کمی پس از به قدرت رسیدنش در سال ۱۸۱ پیش از میلاد مطیع خود کرد. بر اساس جغرافیای استرابو، او آن‌ها را در چاراکس (Charax)، دژی بین ری (رَگِس) و گذرگاه دروازه‌های خزر، که مسیر اصلی ارتباطی با شرق بود، ساکن کرد. جانشین فرهاد، مهرداد یکم، سپس قلمرو پارت را گسترش داد و ری را نیز به تصرف خود درآورد. به نظر می‌رسد که این شهر آسیب دیده بود و او حدود ۱۴۸ پیش از میلاد آن را با نام آرساکیا (Arsacia) بازسازی کرد.

## حمله اعراب
در سال ۱۹ هجری (۶۴۰ میلادی) نیروهای دومین خلیفه اسلامی، عمر، شهرهای کلیدی میان‌رودان را تسخیر کردند و امپراتور ساسانی، یزدگرد سوم، مجبور به عقب‌نشینی به سمت کوه‌های زاگرس و به مرکز ایران شد. او ستاد جدیدی در ری برپا کرد و از نجبای خود درخواست کمک کرد و به ضدحمله پرداخت، اما با موفقیت چندانی همراه نبود. حدود سال ۲۱ هجری (۶۴۲ میلادی) نیروهای خلیفه حملات جدیدی را آغاز کردند و یک گذرگاه کلیدی را در نبرد نهاوند تصرف کردند. یک ارتش مسلمان به رهبری نعمان بن مقرن از نواحی مرتفع به دشت مرکزی ایران فرود آمد. یزدگرد به سمت دیگر رفته بود و ری را در دست فرماندار محلی، سیاوخش، پسر مهران بهرام چوبین، گذاشته بود. سیاوخش با همسایگان خود در شرق (در دماوند، طبرستان و غیره) متحد شد و بر این اساس که اگر ری سقوط کند، آنها نیز بعد از آن خواهند بود، دفاع قوی‌ای را ترتیب داد، اما پس از حدود یک هفته، طبق گزارش طبری، او به دست یکی از اشراف شهر، فرخزاد، خیانت شد (شاید به دلیل رقابت‌های سیاسی، شاید هم به این دلیل که او نیرویی از ری را برای کمک به نبرد با مهاجمان در وج رود، در جاده همدان، رهبری کرده بود و عواقب مقاومت در برابر مسلمانان را از نزدیک دیده بود). در حالی که ارتش‌ها در یک نبرد شبانه در پای کوه در خارج از ری درگیر بودند، او برخی از سواره‌نظام نعمان بن مقرن را از طریق یک مسیر ناشناخته به داخل شهر هدایت کرد (نسخه‌ای دیگر وجود دارد که مسلمانان خودشان راه ورود به شهر را کشف کردند)، و از آنجا به عقب مدافعان حمله کردند و کشتار زیادی به بار آوردند. برای اینکه نمونه‌ای بگذارد، نعمان دستور تخریب شهر قدیم ("العتیقه"، شاید محله اشرافی ری) را صادر کرد؛ این شهر بعداً توسط فرخزاد که او را به عنوان فرماندار منصوب کرد، بازسازی شد. دماوند و دیگر سرزمین‌های شرق به سرعت تسلیم شدند.
پس از مرگ خلیفه عمر در سال ۲۴ هجری (۶۴۴–۶۴۵ میلادی) در همدان و ری شورش‌هایی رخ داد. خلیفه جدید، عثمان، سعد بن ابی وقاص (رهبر اولیه کمپین مسلمانان در میان‌رودان) را مسئول عراق قرار داد، که شامل منطقه‌ای به نام عراق عجم (عراق ایرانی) بود و از کوه‌های زاگرس تا ری و فراتر از آن کشیده می‌شد و گاهی به آن جبال نیز گفته می‌شد. سعد، علا بن وهابین به همدان فرستاد؛ مردم ری که هنوز تحت سلطه اشراف خودخواه و درگیر بودند، به زودی رفتار خود را تغییر دادند و در سال ۲۵ هجری (۶۴۶ میلادی) مالیات‌های خود را پرداخت کردند. با این حال، روح شورش و نارضایتی در ری باقی ماند، بنابراین در دوران خلافت عثمان، زمانی که عراق تحت حکومت ابوموسی اشعری بود - احتمالاً حدود سال ۳۴ هجری (۶۵۵ میلادی) - قرظة بن کعب انصاری برای تحمیل صلح فرستاده شد.

## دودمان‌ها و ایدئولوژی‌ها، قرن هشتم میلادی
در سال‌های رو به افول دودمان اموی، خلافت به مرز فروپاشی نزدیک شد. در سال ۱۲۲ هجری (۷۴۰ میلادی)، زید بن علی، مسلمان شیعه، تلاش ناموفقی برای تصاحب خلافت انجام داد و در سال ۱۲۷ هجری (۷۴۴ میلادی)، شیعیان از ادعای دیگری به نام عبدالله بن معاویه حمایت کردند. او که در کسب پیروزی در میان‌رودان ناکام مانده بود، به کوه‌های زاگرس عبور کرد و تا پایان سال ۱۲۸ هجری (۷۴۵ میلادی)، بیشتر غرب ایران، از جمله ری، به او تسلیم شدند. او چند ماه بعد شکست خورد، اما ناآرامی همچنان باقی ماند.
یک یا دو سال بعد، شورشی از سوی یهودیان ایرانی به رهبری ابوعیسی اسحاق بن یعقوب اصفهانی (که به ابوعیسی یا اوبادیا معروف بود) رخ داد. او ادعا می‌کرد که مسیحا است و قصد دارد مردم خود را به یهودیه بازگرداند. او و پیروانش از شهری به شهر دیگر سفر کردند و حمایت فزاینده‌ای جمع‌آوری کردند و در عین حال در برابر نیروهای مسلمان دفاع کردند. اما زمانی که او نیروهایش را به ری آورد، ظاهراً در حدود سال ۱۳۱ هجری (۷۴۸ میلادی)، با ارتشی به رهبری المنصور مواجه شد که بعدها به عنوان دومین خلیفه عباسی شناخته شد و با خونریزی قابل توجهی شکست خورد. باور بر این است که او در این نبرد کشته شد، اما برخی از پیروانش نظر دیگری داشتند و می‌گفتند که او فرار کرده و در یک غار کوهستانی نزدیک پنهان شده است. فرقه ایساویه حداقل به مدت دو قرن دیگر ادامه یافت.
در کارزاری که در نهایت برتری دودمان عباسی بر امویان را به ارمغان آورد، تاریخ به طرز مبهمی تکرار شد. مانند امپراتور ساسانی یزدگرد سوم، رهبر نیروهای عرب در ایران، نصر بن سیار، به ری رفت تا باور کند که در آنجا می‌تواند نیروهایی برای مقابله با عباسیان که او را در سرتاسر کشور تعقیب می‌کردند، به دست آورد. با موفقیت کمی مواجه شد و قبل از رسیدن تعقیب‌کنندگان به ری، به ساوه رفت، اما در مدت کوتاهی که در شهر بود، بیمار شد و در پاییز سال ۱۳۱ هجری (۷۴۸ میلادی) بلافاصله پس از رسیدن به ساوه درگذشت.
در سال‌های بلافاصله پس از تصاحب خلافت توسط دودمان عباسی، ناآرامی‌های بیشتری وجود داشت. در سال ۱۳۷ هجری (۷۵۴–۷۵۵ میلادی)، یک حامی زرتشتی به نام سنباد، یکی از نخستین خرمینی‌ها (حامیان ابومسلم مرحوم که عباسیان را به قدرت رسانده بود و سپس به دست دومین خلیفه عباسی کشته شد) با ده‌ها هزار پیرو خود به ری رفت. او انبارهایی را که ابومسلم هنگام سفرش که به قتل او منجر شد، ترک کرده بود، باز کرد و ادعای گنجینه‌های موجود در آن را کرد و سپس به سمت همدان با هزاران حامی دیگر حرکت کرد.
علت خرمینی با شکست خونین ارتش سنباد چند هفته بعد از بین نرفت و در سال ۱۶۲ هجری (۷۷۸–۷۷۹ میلادی)، حامیان بیشتری از ابومسلم در جرجان (گرگان) با فرقه‌ای به نام محمریه، یا "پوشندگان قرمز"، تحت رهبری ظاهری یکی از پسران یا نوه‌های ابومسلم، ابوالغره (اما به‌طور سازماندهی شده توسط عبدالقاهر) متحد شدند. آنها به سمت ری حرکت کردند، اما در آنجا با ارتشی که به‌وسیله خلیفه المهدي فرستاده شده بود و به رهبری عمر بن علی، فرماندار طبرستان، به شدت شکست خوردند.
بین دو شورش خرمینی، در سال ۱۴۱ هجری (۷۵۸–۷۵۹ میلادی) نمونه دیگری از اهمیت استراتژیک ری به وقوع پیوست، زمانی که فرماندار خراسان علیه خلیفه المنصور شورش کرد. خلیفه المنصور پسرش محمد (که بعدها خلیفه المهدي شد) را برای بازگرداندن کنترل به ری فرستاد و از این شهر به عنوان پایگاهی استفاده کرد. در نهایت، فرماندار به دست برخی از زیر دستان خود شکست خورد، اما محمد از ری بر سرزمین‌های شرقی حکومت کرد تا سال ۱۵۲ هجری (۷۶۸–۷۶۹ میلادی) و شهر را تحت نام محمدیه بازسازی کرد و دفاع‌ها و تسهیلات نظامی را بهبود بخشید (و حومه جدیدی به نام مهدی‌آباد ایجاد کرد تا افرادی را که در این فرآیند خانه‌هایشان تخریب شده بود، اسکان دهد).
پسر او، هارون الرشید بزرگ، که در ری به دنیا آمده و بزرگ شده بود، از این شهر به عنوان سنگر استفاده کرد، به عنوان مثال در سال ۱۸۹ هجری (۸۰۵ میلادی) زمانی که خبر رسید شورش دیگری در خراسان در حال شکل‌گیری است. در ری، او از فرصت استفاده کرد تا فرماندار محلی، اسحاق بن العباس الفارسی، را مورد شکنجه قرار دهد تا او را وادار کند محل شوهر خواهرزاده‌اش، امام اسماعیلی، محمد بن اسماعیل را فاش کند. اسحاق به دلیل این رفتار جان خود را از دست داد.